# (2054) Gawain
(2054) Gawain es un asteroide perteneciente al cinturón de asteroides descubierto el 24 de septiembre de 1960 por Ingrid van Houten-Groeneveld, Cornelis Johannes van Houten y Tom Gehrels desde el observatorio del Monte Palomar, Estados Unidos.

## Designación y nombre
Gawain recibió al principio la designación de 4097 P-L.
Más tarde se nombró por Gawain, uno de los legendarios caballeros de la Mesa Redonda.

## Características orbitales
Gawain está situado a una distancia media del Sol de 2,964 ua, pudiendo alejarse hasta 3,26 ua y acercarse hasta 2,669 ua. Su inclinación orbital es 3,79° y la excentricidad 0,0997. Emplea 1864 días en completar una órbita alrededor del Sol.